# Абонданца (Авелино)
Абонданца (итал. Abbondanza) је насеље у Италији у округу Авелино, региону Кампанија.
Према процени из 2011. у насељу је живело 39 становника. Насеље се налази на надморској висини од 565 м.